# Nikolai Alexejewitsch Piljugin

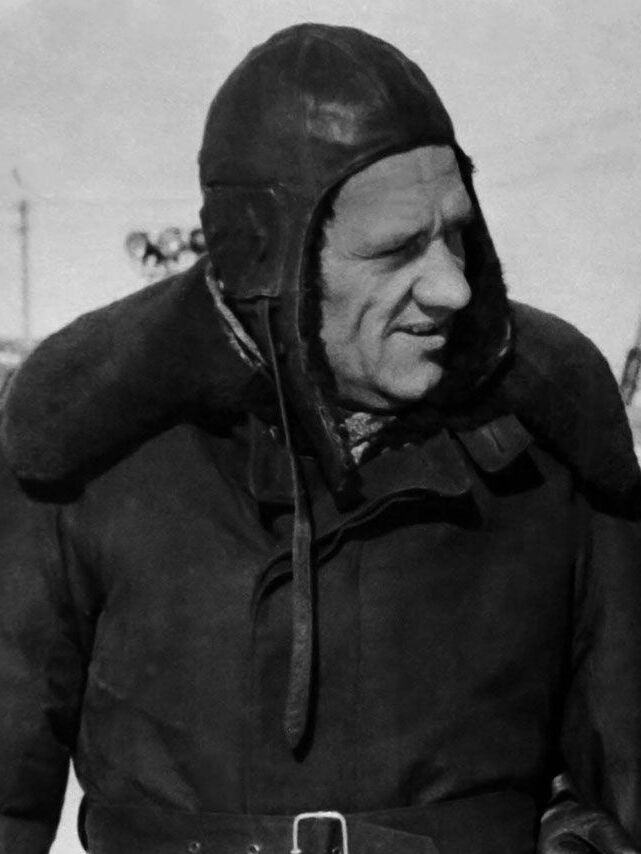
1947

Nikolai Alexejewitsch Piljugin (russisch Николай Алексеевич Пилюгин; * 5.jul. / 18. Mai 1908greg. in Krasnoje Selo; † 2. August 1982 in Moskau) war ein sowjetischer Raumfahrtingenieur mit dem Schwerpunkt Steuerungs- und Kontrollsysteme. 

## Leben
Piljugin besuchte die Staatliche Technische Universität Moskau. Ab 1934 war er am Zentralen Aerohydrodynamisches Institut beschäftigt und wechselte später zur GIRD für die Erforschung von Rückstoßantrieben. 
In den Jahren 1944–1946 untersuchte er die Trümmer der deutschen V2-Rakete. Auf Vorschlag von Sergei Koroljow wurde Piljugin 1946 Chefkonstrukteur autonomer Kontrollsysteme bei der NII-885 und Mitglied des Rates der Chefkonstrukteure. Er leitete die Entwicklung Lenkungs- und Navigationssysteme der R-1:160 und der R-7, die ab 1957 die Sputnik-Satelliten und 1961 den ersten Kosmonauten in die Umlaufbahn beförderte. Außerdem war er an der Entwicklung von Kontrollsystemen für interplanetare Stationen, der Proton-Trägerrakete und der Raumfähre Buran 1.01 beteiligt. 1958 wurde er korrespondierendes und 1966 Vollmitglied der Russischen Akademie der Wissenschaften.
Piljugin war ab 1966 Abgeordneter des Obersten Sowjets der UdSSR. 
Seine Grabstätte befindet sich auf dem Nowodewitschi-Friedhof in Moskau.

## Preise und Auszeichnungen (Auswahl)
- Held der sozialistischen Arbeit (1956, 1961)
- Leninpreis (1957)
- Stalinpreis (1967)
- Leninorden (1956, 1958, 1968, 1975, 1978)
- Orden der Oktoberrevolution (1971)